# Tony Esposito (ishockeymålvakt)
Anthony James "Tony" Esposito, född 23 april 1943 i Sault Ste. Marie, Ontario, död 10 augusti 2021, var en kanadensisk-amerikansk professionell ishockeymålvakt som spelade 14 säsonger i NHL och representerade lagen Montreal Canadiens och Chicago Black Hawks. Tony Esposito är yngre bror till NHL-legendaren Phil Esposito.

## De första åren
Tony Esposito föddes och växte upp i Sault Ste. Marie, där han spelade ishockey tillsammans med sin äldre bror Phil Esposito. Som tonåring spelade Tony Esposito collegehockey för Michigan Tech University och redan där skulle han visa att han var en talangfull målvakt. Hans genomsnitt på insläppta mål per match (2.55) och räddningsprocent (.912) har inte slagits av någon annan målvakt som har gått på MTU.
1967 började Tony Esposito spela ishockey på proffsnivå då han representerade den dåvarande WHL-klubben Vancouver Canucks. Men redan året där på skulle han börja spela NHL-hockey i Montreal Canadiens; dock fick han bara spela 13 matcher den säsongen. Samtidigt fick han spela 19 matcher i Central Hockey League med Houston Apollos. Men de 13 matcher han fick i Canadiens räckte för att han skulle noteras som en vinnare av Stanley Cup 1969. Det blev hans enda Stanley Cup-seger.

## Genomslaget och storheten under 1970-talet
Inför säsongen 1969–70 plockade Chicago Black Hawks Tony Esposito från Waivers-listan där Canadiens hade placerat honom. Det visade sig vara ett bra drag från Black Hawks, då han hade en mycket framgångsrik säsong i Chicago. Hans genomsnitt på insläppta mål per match stannade på 2.17 och han satte ett nytt modernt rekord med 15 hållna nollor. För den prestationen skulle han belönas med Calder Memorial Trophy som årets nykomling och Vezina Trophy som årets målvakt. Han var också en finalist till Hart Memorial Trophy som ligans mest värdefulle spelare. På grund av sin starka rookiesäsong fick han sitt legendariska smeknamn "Tony O".
Säsongen 1970–71 blev Espositos andra säsong i Blackahwks och även den blev en stor framgång för honom. Han skulle vara med att föra Black Hawks hela vägen till Stanley Cup-final mot Montreal Canadiens, men Blackhawks förlorade finalen med 4-3 i matcher. Säsongen 1971–72 noterades han för ett personbästa med ett genomsnitt på 1.77 insläppta mål per match och vann återigen Vezina Trophy, som han fick dela med sin andremålvakt Gary Smith. Säsongen 1972–73 var Esposito återigen med att föra Black Hawks till en ny Stanley Cup-final, men även den här gången blev Montreal Canadiens för svåra. Finalen slutade med att Canadiens besegrade Black Hawks med 4-2 i matcher. Han skulle säsongen 1973–74 vinna sin tredje Vezina Trophy, en trofé han delade med Philadelphia Flyers Bernie Parent.
Efter de stora åren i början av 1970-talet började utmärkelserna och framgångarna utebli för Tony Esposito och Chicago Black Hawks. Men Esposito skulle fortfarande vara en av ligans bästa målvakter. Till exempel höll han säsongen 1979–80 nollan i 6 raka matcher. Men säsongen 1983–84 blev hans sista i Chicago; 1985 meddelade han att han slutade med ishockeyn.

## Livet efter ishockeyn
1988 valdes Esposito in i Hockey Hall of Fame. Han skulle senare bli general manager i Pittsburgh Penguins. Där anställde han en lagkamrat från Black Hawks, Gene Ubriaco, som tränare. Men båda fick sparken efter ett par år. 1991 hjälpte han sin bror Phil att grunda NHL-laget Tampa Bay Lightning, och Tony blev anställd som chefsscout. Men 1998 skulle bröderna Esposito få sparken från klubben. Samma år pensionerade Blackhawks hans spelartröja #35.
När Chicago Blackhawks mötte Washington Capitals 19 mars 2008 hyllades Tony Esposito under vad som kallades Tony Esposito Night. Under den kvällen presenterades han som en ny ambassadör för Blackhawks organisation. Målvakterna i Blackhawks, Patrick Lalime och Nikolai Khabibulin, bar spelartröjor med nummer 35 på under uppvärmningen. Till Tonys Espositos ära kunde Khabibulin hålla nollan när Blackhawks vann med 5-0 över Capitals.

## Klubbar i NHL
- Montreal Canadians   1968-69
- Chicago Black Hawks

| MTL       | 13  | 12  | 5   | 4   | 4   | --  | 419 | 34     | 2.75  | 385  | .919   | 2    | 741:51 |           |
| 1969-1970 | CHI | 63  | 63  | 38  | 17  | 8   | --  | 1,995  | 136   | 2.17 | 1,859  | .932 | 15     | 3,759:34  |
| 1970-1971 | CHI | 57  | 54  | 35  | 14  | 7   | --  | 1,554  | 126   | 2.27 | 1,428  | .919 | 6      | 3,323:23  |
| 1971-1972 | CHI | 48  | 44  | 31  | 10  | 6   | --  | 1,241  | 82    | 1.77 | 1,159  | .934 | 9      | 2,778:19  |
| 1972-1973 | CHI | 56  | 56  | 32  | 17  | 7   | --  | 1,680  | 140   | 2.52 | 1,540  | .917 | 4      | 3,334:06  |
| 1972-1973 | CHI | 56  | 56  | 32  | 17  | 7   | --  | 1,680  | 140   | 2.52 | 1,540  | .917 | 4      | 3,334:06  |
| 1973-1974 | CHI | 70  | 69  | 34  | 14  | 21  | --  | 1,977  | 141   | 2.05 | 1,836  | .929 | 10     | 4,133:09  |
| 1974-1975 | CHI | 71  | 71  | 34  | 30  | 7   | --  | 2,047  | 193   | 2.75 | 1,854  | .906 | 6      | 4,208:34  |
| 1975-1976 | CHI | 68  | 67  | 30  | 23  | 13  | --  | 2,082  | 198   | 2.98 | 1,884  | .905 | 4      | 3,992:35  |
| 1976-1977 | CHI | 69  | 69  | 25  | 36  | 8   | --  | 2,353  | 234   | 3.46 | 2,119  | .901 | 2      | 4,056:06  |
| 1977-1978 | CHI | 64  | 64  | 28  | 22  | 14  | --  | 1,964  | 168   | 2.63 | 1,796  | .914 | 5      | 3,832:54  |
| 1978-1979 | CHI | 63  | 63  | 24  | 28  | 11  | --  | 2,099  | 206   | 3.28 | 1,893  | .902 | 4      | 3,773:08  |
| 1979-1980 | CHI | 69  | 69  | 31  | 22  | 16  | --  | 2,109  | 205   | 2.98 | 1,904  | .903 | 6      | 4,131:20  |
| 1980-1981 | CHI | 66  | 65  | 29  | 23  | 14  | --  | 2,239  | 246   | 3.76 | 1,993  | .890 | 0      | 3,926:19  |
| 1981-1982 | CHI | 52  | 51  | 19  | 25  | 8   | --  | 1,746  | 231   | 4.53 | 1,515  | .868 | 1      | 3,057:32  |
| 1981-1982 | CHI | 52  | 51  | 19  | 25  | 8   | --  | 1,746  | 231   | 4.53 | 1,515  | .868 | 1      | 3,057:32  |
| 1982-1983 | CHI | 39  | 39  | 23  | 11  | 5   | --  | 1,199  | 135   | 3.47 | 1,064  | .887 | 1      | 2,336:54  |
| 1983-1984 | CHI | 18  | 18  | 5   | 10  | 3   | --  | 620    | 88    | 4.84 | 532    | .858 | 1      | 1,090:16  |
| Career    | -   | 886 | 874 | 423 | 306 | 152 | --  | 27,324 | 2,563 | 2.93 | 24,761 | .906 | 76     | 52,476:00 |

| Season |  |  |  |  |  |  |  |  |  |  |  |  |  |  |
| ------ |  |  |  |  |  |  |  |  |  |  |  |  |  |  |